# Toshikazu Kato
Toshikazu Kato (født 28. maj 1981) er en tidligere japansk fodboldspiller.
Han har spillet for flere forskellige klubber i sin karriere, herunder Avispa Fukuoka.